# Mark Arm
Mark Arm. född Mark McLaughlin 21 februari 1962 i Seattle, är sångare i grungebandet Mudhoney. Han sägs ha myntat termen "grunge" för att beskriva sin och andra Seattlebands musikstil; Kurt Cobain hävdade dock att termen myntades av Sub Pop-grundaren Jonathan Poneman. Hans tidigare grupp, Green River, var ett av de första grungebanden tillsammans med Malfunkshun, Soundgarden, Skin Yard, the U-Men med flera. Han är numer chef för bolaget Sub Pop.

### Fotnoter
1. ↑  Mojo Magazine "Nirvana: Spirit of '88" by Keith Cameron; August 2008; p. 84